# Alfredo Ovando Candía

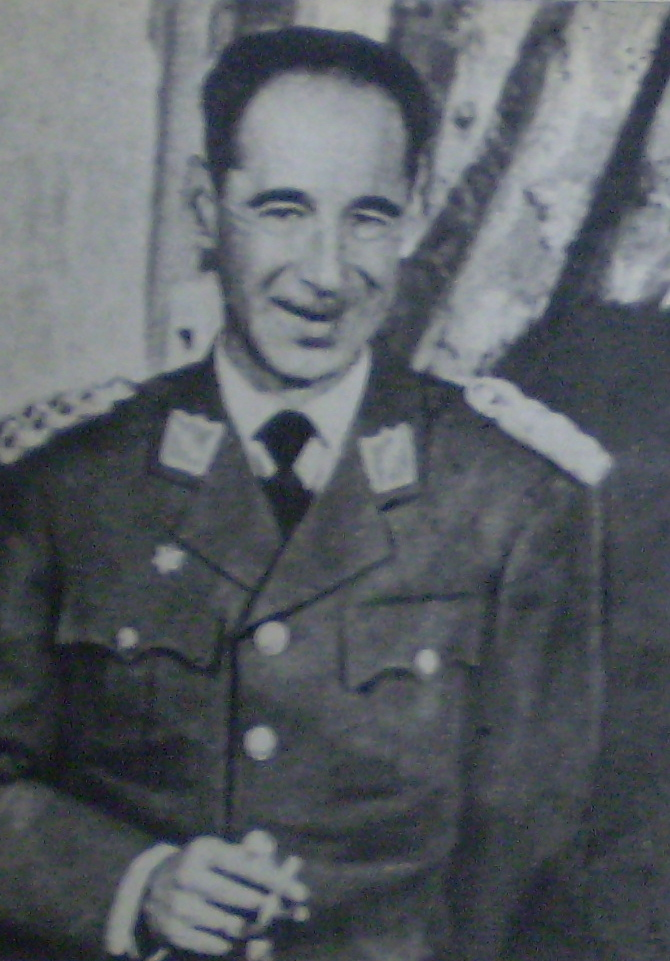
Alfredo Ovando Candía

Alfredo Ovando Candía (* 6. April 1918; † 24. Januar 1982 in La Paz) war ein bolivianischer Militär und faktischer Staatspräsident.

## Leben
1932 meldete er sich als Freiwilliger in den Chacokrieg. Er war Mitglied der 1940 in Oruro von José Antonio Arze y Arze gegründeten Partido de Izquierda Revolucionaria (PIR).
Vom 26. Mai 1965 bis 2. Januar 1966 führte er als Oberkommandierender mit René Barrientos Ortuño eine Kopräsidentschaft. Da nach der bolivianischen Verfassung ein Präsidentschaftskandidat kein Amt in der Exekutive bekleiden darf, überließ René Barrientos Ortuño für die Zeit vom 2. Januar 1966 bis 6. August 1966 Alfredo Ovando Candía allein den Vorsitz der bolivianischen Exekutive.
Anschließend wurde Alfredo Ovando Candía wieder Oberbefehlshaber der Streitkräfte Boliviens.
Luis Adolfo Siles Salinas wurde am 26. September 1969 durch einen unblutigen Putsch durch Alfredo Ovando Candía ersetzt. Ovando kam vom Begräbnis eines Kameraden in den USA, wo er sich zu einem Gesundheits-Check-up befand. Er holte junge Politiker in sein Kabinett, die unter René Barrientos Ortuño in der Opposition waren. Ovando verfolgte eine nationalistische Politik. Auf den Rat von Marcelo Quiroga Santa Cruz wurde die Gulf Oil in Bolivien verstaatlicht. Daneben gab es eine Alphabetisierungskampagne.
Innerhalb der Operation Condor wurde eine Verschwörung gegen Alfredo Ovando Candía entwickelt.
Der argentinische General Alejandro Agustín Lanusse brachte Oberbefehlshaber General Rogelio Miranda Geld, mit dem dieser am 6. Oktober 1970 einen Putschversuch unternahm. Der Schlichterspruch der katholischen Kirche sah vor, dass Bolivien von einer Junta der Befehlshaber der drei Streitkräfte zu regieren sei. Die Generäle Efraín Guachalla (Ejército), Armando Fernando Sattori (Fuerza Aérea) und Konteradmiral Alberto Albarracín (Fuerza Naval Boliviana Montañosa) wurden auf eine Verfassung eingeschworen, die diese Form der Regierung nicht vorsah, und blieben sechs Stunden im Amt. Efraín Guachalla hatte gegen das Lampenfieber Alkohol getrunken und stand das Verlesen der Regierungserklärung im Fernsehen nicht durch. General Armando Sattori trat aus Scham zurück und ergab sich in der Luftwaffenbasis El Alto Juan José Torres González, der den Kampf gegen die Junta führte.
Alfredo Ovando Candia fand in der argentinischen Botschaft Asyl. Von 7. Oktober 1970 bis 21. August 1971 war er der Botschafter von Juan Torres Gonzáles bei Francisco Franco.